# Кирьяново (Ярославская область)
Кирьяново  — деревня Охотинского сельского поселения Мышкинского района Ярославской области.
Деревня расположена в южной части поселения, это последння деревня в сторону Углича на федеральной автомобильной трассе Р104, на расстоянии около 1 км от правого берега Волги (Рыбинское водохранилище) и около 1 км к югу от деревни Порхачи. К северо-западу от деревни Кирьяново на берегу Волги стоит деревня Угольники. К юго-востоку на расстоянии около 1 км стоит деревня Белозёрово, через которую идёт дорога левый берег Юхоть к деревне Раменье. В южном направлении трасса от деревни следует по лесной местности, минуя деревни вплоть до деревни Васильки, которая находится уже в Угличском районе ,.
На 1 января 2007 года в деревне числилось 27 постоянных жителей . Деревню обслуживает почтовое отделение, находящееся в селе Охотино .